# Hohen Schönberg
Hohen Schönberg ist ein Ortsteil der Gemeinde Kalkhorst im Landkreis Nordwestmecklenburg in Mecklenburg-Vorpommern.

## Geografie und Verkehrsanbindung
Hohen Schönberg liegt nordöstlich des Kernortes Kalkhorst an der Landesstraße L 01. Die Entfernung zur Ostsee beträgt in nördlicher Richtung etwa 2 km. Östlich und südlich des Ortes erstreckt sich das etwa 2600 ha große Landschaftsschutzgebiet Lenorenwald (siehe Liste der Landschaftsschutzgebiete in Mecklenburg-Vorpommern, L 113).

## Sehenswürdigkeiten
In der Liste der Baudenkmale in Kalkhorst sind für Hohen Schönberg vier Baudenkmale aufgeführt:
- Bauernhof mit Hallenhaus, Scheune und ehemaligem Pferdestall (Kalkhorster Straße 2)
- Schule mit Stallscheune (Kalkhorster Straße 17)
- Transformatorenhäuschen (Dorfstraße)
- Hofmauer (an der Straße nach Grundshagen)

## Persönlichkeiten

### Söhne und Töchter des Ortes
- Otto Moll (1915–1946), SS-Hauptscharführer und Täter des Holocausts